# Nike (Literaturpreis)

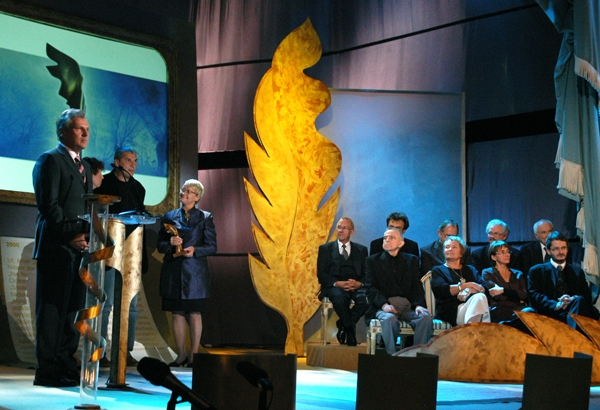
Verleihung 2005

Der Nike-Literaturpreis (Nagroda literacka Nike) ist die bedeutendste literarische Auszeichnung Polens.
Sie wird seit 1997 jedes Jahr im Herbst von der gleichnamigen Stiftung in einer öffentlichen Veranstaltung für das beste polnische Buch des jeweiligen Vorjahres verliehen. Hauptziel des Preises ist die Förderung polnischer Literatur im In- und Ausland. Teilnahmeberechtigt sind selbständige Veröffentlichungen (ohne Anthologien) nahezu aller Genres, einschließlich Autobiographien, Essays und Sachbüchern (ausgenommen wissenschaftliche Monographien). Der Wettbewerb, an dem nur lebende Autoren teilnehmen können, umfasst drei Stufen. Im Mai schlägt eine neunköpfige Jury 20 Bücher vor, aus diesen wählt sie im September sieben Finalisten aus, daraus am Tag der Verleihung im Oktober wiederum den Träger des Preises, der mit 100.000 Złoty dotiert ist. Der Sieger bekommt zusätzlich eine von dem Bildhauer Gustaw Zemła geschaffene Nike-Skulptur. Gestiftet wurde der Preis von der Tageszeitung Gazeta Wyborcza und der Firma NICOM Consulting.
Zusätzlich vergeben die Leser der Gazeta Wyborcza einen Publikumspreis an einen der sieben Finalisten.

## Jury
Die Jury setzt sich seit 2000 durchgehend aus neun Literaturwissenschaftlern und Schriftstellern zusammen. In den Jahren 1997 und 1998 zählte die Jury acht und 1999 nur sechs Mitglieder.
Die Jury setzte sich 2018 aus folgenden Mitgliedern zusammen: Agata Dowgird (2018), Joanna Krakowska (2017–2018), Anna Nasiłowska (2018), Antoni Pawlak (2017–2018), Paweł Próchniak (2018), Paweł Rodak (2016–2018), Joanna Szczęsna (2017–2018), Andrzej Werner (2016–2018) und Marek Zaleski (2005–2007, 2017–2018).
Ehemalige Mitglieder sind Erwin Axer (2000–2001), Edward Balcerzan (2009–2011), Tadeusz Bartoś (2007–2009), Stanisław Bereś (1997–2003), Henryk Bereza (2005–2007), Marek Beylin (2012–2014), Jan Błoński (1997–2000), Grażyna Borkowska (2009–2011), Jolanta Brach-Czaina (2000–2002), Tadeusz Bradecki (2008–2010), Piotr Bratkowski (1997–2002, 2014–2016), Lidia Burska (2003–2005), Stefan Chwin (1997–2003), Izabella Cywińska (2005–2007), Przemysław Czapliński (2011–2013), Tadeusz Drewnowski (2006–2008), Kinga Dunin (2008–2010), Tomasz Fiałkowski (2009–2011, 2015–2017), Andrzej Franaszek (2004–2005), Jan Gondowicz (2011–2013), Mikołaj Grabowski (2013–2015), Irena Grudzińska-Gross (2014–2016), Inga Iwasiów (2011–2013), Maria Janion (1997–2004), Jerzy Jarzębski (2001–2003), Ryszard Kapuściński (1997–1998), Ryszard Koziołek (2012–2015), Marcin Król (2008–2010), Kazimierz Kutz (2002–2004), Andrzej Makowiecki (2004–2006), Rafał Marszałek (2014–2016), Stanisław Musiał (2000–2002), Dariusz Nowacki (2007–2009), Tadeusz Nyczek (2012–2014), Stanisław Obirek (2014–2016), Wacław Oszajca (2003–2005), Adam Pomorski (2010–2012), Maria Poprzęcka (2012–2014), Maria Anna Potocka (2015–2017), François Rosset (2002–2004), Henryk Samsonowicz (1997–2000), Iwona Smolka (2010–2012), Tadeusz Sobolewski (2004–2006), Marian Stala (2006–2008), Joanna Szczepkowska (2003), Małgorzata Szpakowska (2006–2008), Józef Tischner (1997–1998), Joanna Tokarska-Bakir (2010–2011, 2013), Piotr Wierzbicki (2004–2006), Marta Wyka (2007–2009) und Maria Zmarz-Koczanowicz (2015–2017).

## Preisträger
| Jahr | Hauptpreis                 | Hauptpreis                                               | Publikumspreis          | Publikumspreis                                   | Finalisten |
| Jahr | Preisträger/-in            | Titel                                                    | Preisträger/-in         | Titel                                            | Finalisten |
| ---- | -------------------------- | -------------------------------------------------------- | ----------------------- | ------------------------------------------------ | --- |
| 1997 | Wiesław Myśliwski          | Widnokrąg                                                | Olga Tokarczuk          | Prawiek i inne czasy                             | Wilhelm Dichter: Koń Pana Boga Michał Głowiński: Mowa w stanie oblężenia Zbigniew Kruszyński: Szkice historyczne Tadeusz Różewicz: Zawsze fragment Andrzej Walicki: Marksizm i skok do królestwa wolności                                                                                   |
| 1998 | Czesław Miłosz             | Piesek przydrożny                                        | Zygmunt Kubiak          | Mitologia Greków i Rzymian                       | Gustaw Herling-Grudziński: Gorący oddech pustyni Henryk Grynberg: Drohobycz, Drohobycz Irena Jurgielewiczowa: Byłam, byliśmy Jerzy Pilch: Tezy o głupocie, piciu i umieraniu Tadeusz Różewicz: Kartoteka rozrzucona                                                                         |
| 1999 | Stanisław Barańczak        | Chirurgiczna precyzja                                    | Olga Tokarczuk          | Dom dzienny, dom nocny                           | Ryszard Przybylski: Baśń zimowa: esej o starości Jerzy Pilch: Bezpowrotnie utracona leworęczność Tadeusz Różewicz: zawsze fragment. recycling Magdalena Tulli: W czerwieni Adam Zagajewski: W cudzym pięknie                                                                                |
| 2000 | Tadeusz Różewicz           | Matka odchodzi                                           | Tadeusz Różewicz        | Matka odchodzi                                   | Andrzej Czcibor-Piotrowski: Rzeczy nienasycone Wilhelm Dichter: Szkoła bezbożników Krystyna Kłosińska: Ciało, pożądanie, ubranie Ryszard Przybylski: Rozhukany koń. Esej o myśleniu Juliusza Słowackiego Jarosław Marek Rymkiewicz: Znak niejasny, baśń półżywa Adam Zagajewski: Pragnienie |
| 2001 | Jerzy Pilch                | Pod Mocnym Aniołem                                       | Jerzy Pilch             | Pod Mocnym Aniołem                               | Kinga Dunin: Karoca z dyni Jan T. Gross: Sąsiedzi. Historia zagłady Żydowskiego miasteczka Henryk Grynberg: Memorbuch Artur Daniel Liskowacki: Eine kleine Piotr Szewc: Zmierzchy i poranki Wojciech Tochman: Schodów się nie pali                                                          |
| 2002 | Joanna Olczak-Ronikier     | W ogrodzie pamięci                                       | Olga Tokarczuk          | Gra na wielu bębenkach                           | Julia Hartwig: Nie ma odpowiedzi Krystian Lupa: Labirynt Tadeusz Różewicz: Nożyk profesora Marcin Świetlicki: Czynny do odwołania Krzysztof Varga: Tequila |
| 2003 | Jarosław Marek Rymkiewicz  | Zachód słońca w Milanówku                                | Dorota Masłowska        | Wojna polsko-ruska pod flagą biało-czerwoną      | Julia Hartwig: Błyski Czesław Miłosz: Orfeusz i Eurydyka Wisława Szymborska: Chwila Wojciech Tochman: Jakbyś kamień jadła Andrzej Walicki: Rosja, katolicyzm i sprawa polska |
| 2004 | Wojciech Kuczok            | Gnój                                                     | Wojciech Kuczok         | Gnój                                             | Ewa Lipska: Ja Daniel Odija: Tartak Mieczysław Porębski: Nowosielski Ryszard Przybylski: Krzemieniec. Opowieść o rozsądku zwyciężonych Magdalena Tulli: Tryby Henryk Waniek: Finis Silesiae                                                                                                 |
| 2005 | Andrzej Stasiuk            | Jadąc do Babadag                                         | Ryszard Kapuściński     | Podróże z Herodotem                              | Anna Bikont: My z Jedwabnego Hanna Krall: Wyjątkowo długa linia Ewa Kuryluk: Goldi Tadeusz Różewicz: Wyjście Dariusz Suska: Cała w piachu |
| 2006 | Dorota Masłowska           | Paw królowej                                             | Wisława Szymborska      | Dwukropek                                        | Piotr Matywiecki: Ta chmura powraca Zbigniew Mentzel: Wszystkie języki świata Eustachy Rylski: Warunek Mariusz Wilk: Wołoka Michał Witkowski: Lubiewo |
| 2007 | Wiesław Myśliwski          | Traktat o łuskaniu fasoli                                | Mariusz Szczygieł       | Gottland                                         | Maria Janion: Niesamowita słowiańszczyzna Jerzy Pilch: Moje pierwsze samobójstwo Tomasz Różycki: Kolonie Marcin Świetlicki: Muzyka Środka Magdalena Tulli: Skaza |
| 2008 | Olga Tokarczuk             | Bieguni                                                  | Olga Tokarczuk          | Bieguni                                          | Urszula Kozioł: Przelotem Piotr Matywiecki: Twarz Tuwima Włodzimierz Nowak: Obwód główny Małgorzata Szejnert: Czarny ogród Bronisław Świderski: Asystent śmierci Krzysztof Varga: Nagrobek z lastryko                                                                                       |
| 2009 | Eugeniusz Tkaczyszyn-Dycki | Piosenka o zależnościach i uzależnieniach                | Krzysztof Varga         | Gulasz z turula                                  | Andrzej Bart: Fabryka muchołapek Inga Iwasiów: Bambino Ignacy Karpowicz: Gesty Tomasz Piątek: Pałac Ostrogskich Bohdan Sławiński: Królowa tiramisu |
| 2010 | Tadeusz Słobodzianek       | Nasza klasa                                              | Magdalena Grochowska    | Jerzy Giedroyc. Do Polski ze snu                 | Jacek Dehnel: Ekran kontrolny Julia Hartwig: Jasne niejasne Wojciech Jagielski: Nocni wędrowcy Janusz Rudnicki: Śmierć czeskiego psa Piotr Sommer: Dni i noce |
| 2011 | Marian Pilot               | Pióropusz                                                | Sławomir Mrożek         | Dziennik 1962–1969                               | Justyna Bargielska: Obsoletki Joanna Bator: Chmurdalia Ignacy Karpowicz: Balladyny i romanse Wojciech Nowicki: Dno oka. Esej o fotografii Andrzej Stasiuk: Dziennik pisany później |
| 2012 | Marek Bieńczyk             | Książka twarzy                                           | Andrzej Franaszek       | Miłosz: biografia                                | Krystyna Czerni: Nietoperz w świątyni. Biografia Jerzego Nowosielskiego Filip Springer: Miedzianka. Historia znikania Małgorzata Szejnert: Dom żółwia. Zanzibar Eugeniusz Tkaczyszyn-Dycki: Imię i znamię Magdalena Tulli: Włoskie szpilki                                                  |
| 2013 | Joanna Bator               | Dunkel, fast Nacht (Ciemno, prawie noc)                  | Szczepan Twardoch       | Morfina                                          | Justyna Bargielska: Bach for my baby Kaja Malanowska: Patrz na mnie, Klaro! Igor Ostachowicz: Noc żywych Żydów Maciej Sieńczyk: Przygody na bezludnej wyspie Katarzyna Surmiak-Domańska: Mokradełko                                                                                         |
| 2014 | Karol Modzelewski          | Zajeździmy kobyłę historii. Wyznania poobijanego jeźdźca | Ignacy Karpowicz        | Ości                                             | Brygida Helbig: Niebko Jerzy Pilch: Wiele demonów Patrycja Pustkowiak: Nonce zwierzęta Szymon Słomczyński: Nadjeżdża Marcin Świetlicki: Jeden |
| 2015 | Olga Tokarczuk             | Księgi Jakubowe                                          | Olga Tokarczuk          | Księgi Jakubowe                                  | Jacek Dehnel: Matka Makryna Wioletta Grzegorzewska: Guguły Ignacy Karpowicz: Sońka Jacek Podsiadło: Przez sen Magdalena Tulli: Szum Szczepan Twardoch: Drach |
| 2016 | Bronka Nowicka             | Nakarmić kamień                                          | Magdalena Grzebałkowska | 1945. Wojna i pokój                              | Piotr Matywiecki: Którędy na zawsze Renata Lis: W lodach Prowansji. Bunin na wygnaniu Weronika Murek: Uprawa roślin południowych metodą Michurina Maciej Płaza: Skoruń Ziemowit Szczerek: Tatuaż z tryzubem                                                                                 |
| 2017 | Cezary Łazarewicz          | Żeby nie było śladów. Sprawa Grzegorza Przemyka          | Stanisław Łubieński     | Dwanaście srok za ogon                           | Radka Franczak: Serce Genowefa Jakubowska-Fijałkowska: Paraliż przysenny Jacek Podsiadło: Włos Bregueta Monika Sznajderman: Fałszerze pieprzu Krzysztof Środa: Las nie uprzedza |
| 2018 | Marcin Wicha               | Rzeczy, których nie wyrzuciełem                          | Marcin Wicha            | Rzeczy, których nie wyrzuciełem                  | Anna Bikont: Sendlerowa. W ukryciu Wojciech Bonowicz: Druga ręka Mikołaj Grynberg: Rejwach Jerzy Kronhold: Stance Ewa Lipska: Pamięć operacyjna Paweł Sołtys: Mikrotyki |
| 2019 | Mariusz Szczygieł          | Nie ma                                                   | Mariusz Szczygieł       | Nie ma                                           | Aleksander Kaczorowski: Ota Pavel. Pod powierzchnią Marcin Kołodziejczyk: Prymityw. Epopeja narodowa Małgorzata Rejmer: Błoto słodsze niż miód. Głosy komunistycznej Albanii Zyta Rudzka: Krótka wymiana ognia Juliusz Strachota: Turysta polski w ZSRR Szczepan Twardoch: Królestwo        |
| 2020 | Radek Rak                  | Baśń o wężowym sercu albo wtóre słowo o Jakóbie Szeli    | Joanna Gierak-Onoszko   | 27 śmierci Toby’ego Obeda                        | Agnieszka Dauksza: Jaremianka Piotr M. Majewski: Kiedy wybuchnie wojna? 1938. Studium kryzysu Paweł Piotr Reszka: Płuczki Monika Sznajderman: Pusty Las Filip Zawada: Rozdeptałem czarnego kota przez przypadek                                                                             |
| 2021 | Zbigniew Rokita            | Kajś                                                     | Zbigniew Rokita         | Kajś                                             | Kasper Bajon: Fuerte Krzysztof Fedorowicz: Zaświaty Aleksandra Lipczak: Lajla znaczy noc Grzegorz Piątek: Najlepsze miasto świata Jacek Podsiadło: Podwójne wahadło Monika Śliwińska: Panny z „Wesela“                                                                                      |
| 2022 | Jerzy Jarniewicz           | Mondo cane                                               | Joanna Ostrowska        | Oni. Homoseksualiści w czasie II wojny światowej | Anna Cieplak: Rozpływaj się Artur Domosławski: Wygnaniec. 21 scen z życia Zygmunta Baumana Edward Pasewicz: Pulverkopf Maciej Płaza: Golem Kacper Pobłocki: Chamstwo |
| 2023 | Zyta Rudzka                | Ten się śmieje, kto ma zęby                              | Grzegorz Piątek         | Gdynia obiecana                                  | Wiktoria Bieżuńska: Przechodząc przez próg, zagwiżdżę Anna Bikont: Cena. W poszukiwaniu żydowskich dzieci po wojnie Mateusz Górniak: Trash Story Piotr Sommer: Lata praktyki Ilona Wiśniewska: Migot. Z krańca Grenlandii                                                                   |